# Noctitrella devexa
Noctitrella devexa är en insektsart som beskrevs av Andrej Vasiljevitj Gorochov 2003. Noctitrella devexa ingår i släktet Noctitrella och familjen syrsor. Inga underarter finns listade i Catalogue of Life.